# Verderio Superiore
Verderio Superiore (lombardisch Verderi de Süra) ist eine Fraktion der italienischen Gemeinde (comune) Verderio in der Provinz Lecco, Region Lombardei.

## Geographie
Der Ort liegt etwa 20 km südöstlich der Provinzhauptstadt Lecco und 30 km nordöstlich der Millionen-Metropole Mailand, auf der orographisch rechten Flussseite des Adda auf 250 m s.l.m.

## Geschichte
Von 1905 bis Januar 2014 war Verderio Superiore eine eigenständige Gemeinde. Im Februar 2014 schloss sich Verderio Superiore mit der Gemeinde Verderio Inferiore zur Gemeinde Verderio zusammen, die 1905 aufgelöst worden war. Zum 31. Dezember 2013 lebten in Verderio Superiore 2665 Einwohner, was bei einer Fläche von etwa 2,65 km² einer Bevölkerungsdichte von 1006 Einwohnern pro km³ entspricht. 